# Klaas de Boer (burgemeester, Ruinen)
Klaas de Boer (Meppel, 20 september 1928 – 27 juli 2017) was een Nederlands politicus van de VVD.
Na de hbs heeft hij staatsexamen gymnasium gedaan en heeft hij gestudeerd aan het Nederlands Opleidingsinstituut voor het Buitenland (NOIB) in Nijenrode. In 1957 is hij afgestudeerd in de rechten aan de Rijksuniversiteit Leiden. Daarna was hij werkzaam bij Shell en in 1961 werd hij industriepromotor bij de gemeente Meppel. In juli 1967 werd De Boer benoemd tot burgemeester van Ruinen wat hij tot zijn pensionering in oktober 1993 zou blijven.
Klaas de Boer overleed in 2017 op 88-jarige leeftijd.
1. ↑  In Memoriam Klaas de Boer (88): Een sportieve burgervader met veel charisma, Meppeler Courant, 4 augustus 2017.